# バックストリーツ・バック
『バックストリーツ・バック』 (Backstreet's Back) は、バックストリート・ボーイズによる2枚目のオリジナルアルバムである。

## 解説
このアルバムは、アメリカでは発売されずに、アメリカでは『バックストリート・ボーイズ』とこのアルバムから楽曲をチョイスし、1997年にUS盤の『バックストリート・ボーイズ』として発売された。
日本盤には4曲目に小室哲哉が作曲した「ミッシング・ユー」がボーナストラックとして収録されている。
日本のオリコンで23位にランクインした一方、音楽チャートで首位を獲得した国も多い。
カナダではミリオンセラーに輝いている。現在の世界での推定売上枚数は3000万枚。

## 収録曲
1. エヴリバディ (Everybody (Backstreet's Back)) - 3:44
作詞・作曲: Denniz PoP, Max Martin
2. 君が僕を愛するかぎり (As Long As You Love Me) - 3:40
作詞・作曲: Max Martin
3. オール・アイ・ハフ・トゥ・ギヴ (All I Have to Give) - 4:30
作詞・作曲: Full Force
4. ミッシング・ユー (Missing You) - 4:31
作詞・作曲: Jolyon Skinner, Tetsuya Komuro
5. ザッツ・ザ・ウェイ・アイ・ライク・イット (That's the Way I Like It) - 3:40
作詞・作曲: Denniz Pop, Max Martin, Herbert Crichlow
6. 10,000プロミス (10,000 Promises) - 4:00
作詞・作曲: Max Martin
7. ライク・ア・チャイルド (Like a Child) - 5:05
作詞・作曲: Fitz Gerald Scott
8. ヘイ・ミスターDJ (Hey, Mr. D.J. (Keep Playin' This Song)) - 4:25
作詞・作曲: Timmy Allen, Larry Campbell, Jolyon Skinner
9. セット・アドリフト・オン・メモリー・ブリス (Set Adrift on Memory Briss) - 3:40
作詞・作曲: Attrell Cordes, Gary James Kemp
10. ザッツ・ホワット・シー・セッド (That's What She Said) - 4:05
作詞・作曲: Brian Littrell
11. グッド・ガール (If You Want It to Be Good Girl (Get Yourself a Bad Boy)) - 4:47
作詞・作曲: R.J.Lange
12. オール・アイ・ハフ・トゥ・ギヴ - カンヴァセイション・ミックス (All I Have to Give Part II - The Conversation Mix) - 4:16
作詞・作曲: Full Force
13. イフ・アイ・ドント・ハヴ・ユー (If I Don't Have You) - 4:35
作詞・作曲: Gary Baker, Wayne Perry, Timmy Allen
14. エヴリバディ - マティーズ・クラブ・ミックス (Everybody - Matty's Club Mix) - 6:25
作詞・作曲: Denniz PoP, Max Martin

## 参考
1. ↑  ORICON STYLE バックストリーツバック オリコン芸能人事典
2. ↑  "Die offizielle Schweizer Hitparade: Backstreet Boys (Backstreet's Back)" Schweizer Hitparade (Hung Medien)
3. ↑  Nielsen Music 2007 Year End Music Industry Report For Canada